# ルイ2世 (ブロワ伯)

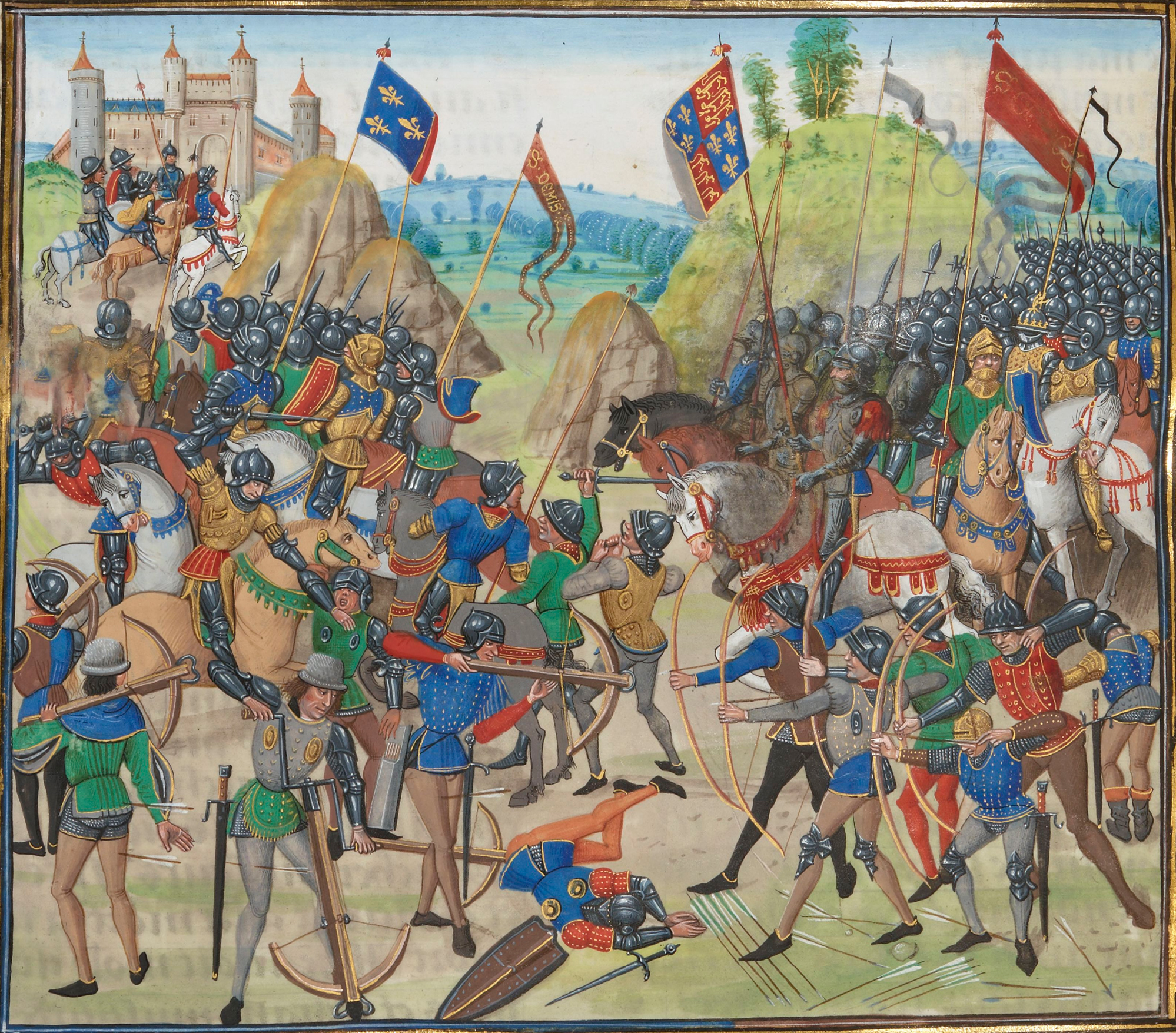
クレシーの戦い

ルイ2世・ド・ブロワ＝シャティヨン（フランス語：Louis II de Blois-Châtillon, 1315/20年 - 1346年8月26日）は、ブロワ伯およびアヴェーヌ領主（在位：1342年 - 1346年）。ギー1世とマルグリット・ド・ヴァロワの息子。ルイ1世・ド・シャティヨンとも。
1340年にソワソンにおいて、ソワソン伯ジャン・ド・ボーモンの娘でソワソン女伯のジャンヌ・ド・ボーモンと結婚し、3子をもうけた。
- ルイ3世（1340年頃 - 1372年） - ブロワ伯
- ジャン2世（1345年頃 - 1381年） - ブロワ伯
- ギー2世（1346年 - 1397年） - ブロワ伯

ルイ2世はクレシーの戦いで戦死した。